# Куяви (Свентокшиське воєводство)
Куяви (пол. Kujawy) — село в Польщі, у гміні Іваніська Опатовського повіту Свентокшиського воєводства.
Населення — 310 осіб (2011).
У 1975-1998 роках село належало до Тарнобжезького воєводства.

## Демографія
Демографічна структура на день 31 березня 2011 року:
|          | Загалом | Допрацездатний вік | Працездатний вік | Постпрацездатний вік |
| -------- | ------- | ------------------ | ---------------- | -------------------- |
| Чоловіки | 162     | 30                 | 116              | 16                   |
| Жінки    | 148     | 31                 | 80               | 37                   |
| Разом    | 310     | 61                 | 196              | 53                   |